# Alberto Cova
Alberto Cova, född 1 december 1958, var en italiensk före detta friidrottare (långdistanslöpare). 
Cova var en av världens främsta löpare på 1980-talet med OS-guld 1984 i Los Angeles, VM-guld 1983 i Helsingfors och EM-guld 1982 i Aten som de allra främsta meriterna. Cova var känd som en väldigt stark spurtare och han avgjorde ofta sina lopp på sista varvet. Cova misslyckades i OS 1988 och valde att avsluta sin karriär efter det.